# Eleições distritais no Distrito Federal em 1950
As eleições distritais no Distrito Federal em 1950 ocorreram em 3 de outubro como parte das eleições gerais nessa unidade federativa, em 20 estados brasileiros e nos territórios federais do Acre, Amapá, Rondônia e Roraima. Em todo o país foram eleitos 20 governadores, um terço dos senadores, deputados federais e deputados estaduais. Neste dia os cariocas elegeram os senadores Alencastro Guimarães e Mozart Lago, além de 17 deputados federais e 50 vereadores.

## Resultado da eleição para senador
Segundo o Tribunal Superior Eleitoral houve 910.932 votos nominais.
| Candidatos a senador da República | Candidatos a suplente de senador | Número | Partido/Coligação   | Votação | Percentual |
| --------------------------------- | -------------------------------- | ------ | ------------------- | ------- | ---------- |
| Alencastro Guimarães PTB          | Ver abaixo -                     | -      | PTB (sem coligação) | 282.874 | 31,05%     |
| Mozart Lago PSP                   | Ver abaixo -                     | -      | PSP (sem coligação) | 230.869 | 25,34%     |
| Adauto Lúcio Cardoso UDN          | Ver abaixo -                     | -      | UDN (sem coligação) | 149.010 | 16,36%     |
| Euclides Figueiredo UDN           | Ver abaixo -                     | -      | UDN (sem coligação) | 143.878 | 15,80%     |
| Valério Konder PRT                | Ver abaixo -                     | -      | PRT (sem coligação) | 46.325  | 5,09%      |
| João Alberto Lins de Barros PSD   | Ver abaixo -                     | -      | PSD (sem coligação) | 36.180  | 3,97%      |
| Alberto Dourado Lopes POT         | Ver abaixo -                     | -      | POT (sem coligação) | 19.479  | 2,14%      |
| Luiz Martino e Silva PST          | Ver abaixo -                     | -      | PST (sem coligação) | 2.317   | 0,25%      |
| Fontes:                           |                                  |        |                     |         |            |

## Resultado da eleição para suplente de senador
Foram apurados 790.985 votos nominais.
| Candidatos a senador da República | Candidatos a suplente de senador | Número | Partido/Coligação   | Votação | Percentual |
| --------------------------------- | -------------------------------- | ------ | ------------------- | ------- | ---------- |
| Ver acima -                       | Telêmaco Maia PSP                | -      | PSP (sem coligação) | 222.991 | 28,19%     |
| Ver acima -                       | Guilherme Malaquias PTB          | -      | PTB (sem coligação) | 206.116 | 26,06%     |
| Ver acima -                       | José Lessa Bastos UDN            | -      | UDN (sem coligação) | 144.861 | 18,31%     |
| Ver acima -                       | Mário Newton de Figueiredo UDN   | -      | UDN (sem coligação) | 141.918 | 17,94%     |
| Ver acima -                       | Jairo Morais PRT                 | -      | PRT (sem coligação) | 39.166  | 4,95%      |
| Ver acima -                       | Roberto Magno de Carvalho POT    | -      | POT (sem coligação) | 20.361  | 2,58%      |
| Ver acima -                       | Gilberto Marinho PSD             | -      | PSD (sem coligação) | 14.467  | 1,83%      |
| Ver acima -                       | Arlindo Otero Sanches PST        | -      | PST (sem coligação) | 1.105   | 0,14%      |
| Fontes:                           |                                  |        |                     |         |            |

## Deputados federais eleitos
São relacionados os candidatos eleitos com informações complementares da Câmara dos Deputados.

Representação eleita
  PTB: 8
  UDN: 4
  PSD: 3
  PRT: 1
  PSP: 1

Fonteː
| Deputados federais eleitos | Partido | Votação | Percentual | Cidade onde nasceu | Unidade federativa |
| Lutero Vargas              | PTB     | 85.645  |            | São Borja          | Rio Grande do Sul  |
| Gama Filho                 | PSD     | 21.361  |            | Rio de Janeiro     | Rio de Janeiro     |
| Maurício Joppert           | UDN     | 16.204  |            | Rio de Janeiro     | Rio de Janeiro     |
| José de Segadas Viana      | PTB     | 15.061  |            | Rio de Janeiro     | Rio de Janeiro     |
| Mário Altino               | PTB     | 12.692  |            | Recife             | Pernambuco         |
| Edson Passos               | PTB     | 12.072  |            | Carangola          | Minas Gerais       |
| Jorge Jabour               | UDN     | 12.068  |            | Leopoldina         | Minas Gerais       |
| Breno da Silveira          | UDN     | 11.547  |            | Mamanguape         | Paraíba            |
| Gurgel do Amaral           | PTB     | 10.762  |            | Rio de Janeiro     | Rio de Janeiro     |
| Heitor Beltrão             | UDN     | 10.608  |            | Recife             | Pernambuco         |
| Danton Coelho              | PTB     | 10.308  |            | Porto Alegre       | Rio Grande do Sul  |
| Ruy Almeida                | PTB     | 8.927   |            | São Luís           | Maranhão           |
| Moura Brasil               | PSD     | 8.450   |            | Rio de Janeiro     | Rio de Janeiro     |
| José Romero                | PTB     | 8.164   |            | Rio de Janeiro     | Rio de Janeiro     |
| Roberto Morena             | PRT     | 7.654   |            | Rio de Janeiro     | Rio de Janeiro     |
| Lopo Coelho                | PSD     | 6.309   |            | Uruguaiana         | Rio Grande do Sul  |
| Benjamin Farah             | PSP     | 5.503   |            | Corumbá            | Mato Grosso do Sul |
| Fontes:                    |         |         |            |                    |                    |

## Vereadores eleitos
O exercício do Poder Legislativo no Distrito Federal cabia à Câmara Municipal eleita no âmbito da cidade do Rio de Janeiro, sem afastar as atribuições relativas ao Senado Federal.
| Relação dos vereadores eleitos    | Partido | Votação | Percentual | Cidade onde nasceu | Unidade federativa |
| Silvino Neto                      | PTB     | 22.532  |            | São Paulo          | São Paulo          |
| Lígia Bastos                      | UDN     | 9.459   |            | Rio de Janeiro     | Rio de Janeiro     |
| Antonio Mourão Vieira Filho       | PTB     | 7.594   |            |                    |                    |
| Edgard de Carvalho                | PTB     | 6.949   |            |                    |                    |
| José Soares Sampaio               | PTB     | 6.409   |            |                    |                    |
| Carlos Frias                      | UDN     | 6.338   |            |                    |                    |
| João Machado                      | PTB     | 5.649   |            | Rio de Janeiro     | Rio de Janeiro     |
| Luiz Pinheiro Paes Leme           | UDN     | 5.199   |            |                    |                    |
| Pascoal Carlos Magno              | UDN     | 4.923   |            | Rio de Janeiro     | Rio de Janeiro     |
| João Luiz de Carvalho             | PTB     | 4.855   |            |                    |                    |
| Telêmaco Gonçalves Maia           | PSP     | 4.833   |            |                    |                    |
| Gladstone Chaves de Melo          | UDN     | 4.702   |            | Campanha           | Minas Gerais       |
| Miécimo da Silva                  | PSP     | 4.579   |            |                    |                    |
| Crispim Mauricio da Fonseca       | PTB     | 4.526   |            |                    |                    |
| Aristides Saldanha                | PRT     | 4.477   |            |                    |                    |
| Milton José Lobato                | PRT     | 4.388   |            |                    |                    |
| José da Silva Junqueira           | PTB     | 3.984   |            |                    |                    |
| Sagramor de Scuvero Martins       | PTB     | 3.687   |            |                    |                    |
| Manoel Acioli Lins                | PTB     | 3.548   |            |                    |                    |
| Roberto Lopes Gonçalves Lima      | PTB     | 3.520   |            |                    |                    |
| Milton de Castro Menezes          | PTB     | 3.437   |            |                    |                    |
| Júlio César Catalano              | PSD     | 3.258   |            |                    |                    |
| Faim José Pedro                   | PTB     | 3.083   |            |                    |                    |
| Osmar Lopes Rezende               | PSD     | 3.081   |            |                    |                    |
| Salomão Hassem Handam Filho       | PTB     | 3.069   |            |                    |                    |
| Mário Martins                     | UDN     | 3.001   |            | Petrópolis         | Rio de Janeiro     |
| José Graça                        | PTB     | 2.976   |            |                    |                    |
| Álvaro Tolentino Borges Dias      | PSD     | 2.964   |            |                    |                    |
| Frederico Trotta                  | PR      | 2.926   |            | Rio de Janeiro     | Rio de Janeiro     |
| Mario Luiz Piragibe               | UDN     | 2.893   |            |                    |                    |
| Water Barbosa Moreira             | PSD     | 2.853   |            |                    |                    |
| Celso de Souza Santos Lisboa      | UDN     | 2.725   |            |                    |                    |
| Hugo Ramos                        | PSD     | 2.668   |            | Florianópolis      | Santa Catarina     |
| Aníbal Espinheira                 | UDN     | 2.641   |            |                    |                    |
| Joaquim Antônio Leite de Castro   | UDN     | 2.627   |            |                    |                    |
| Lauro do Vale Leitão              | PSP     | 2.587   |            |                    |                    |
| Elizeu Alves de Oliveira          | PRT     | 2.492   |            |                    |                    |
| Levi de Miranda Neves             | PSD     | 2.441   |            |                    |                    |
| Joaquim Couto de Souza            | PSD     | 2.284   |            |                    |                    |
| Hiran Dutra                       | PDC     | 2.273   |            |                    |                    |
| Afonso Segreto Sobrinho           | PSP     | 2.213   |            |                    |                    |
| Amandino Ferreira Carvalho        | PR      | 2.083   |            |                    |                    |
| Alberto Bittencourt Cotrim Neto   | PRP     | 1.901   |            |                    |                    |
| Rafael Correia Quintanilha        | PSP     | 1.702   |            |                    |                    |
| Arqulbalde lndio do Brasil Ferraz | PR      | 1.590   |            |                    |                    |
| Raimundo Magalhães Júnior         | PSB     | 1.553   |            |                    |                    |
| Paulo George Esteves Areal        | PDC     | 1.067   |            |                    |                    |
| José Carlos Machado Costa         | PST     | 972     |            |                    |                    |
| Manoel Blasquez                   | POT     | 918     |            |                    |                    |
| João de Freitas Ferreira          | PTN     | 711     |            |                    |                    |
| Fontes:                           |         |         |            |                    |                    |